# Aeroportul Bendigo
Aeroportul Bendigo (IATA: BXG, ICAO: YBDG) este un aeroport din City of Greater Bendigo⁠(d), Victoria, Australia. Aeroportul a fost tranzitat în 2022 de 20.720 de pasageri.
Situat la o altitudine de 209 m, aeroportul dispune de o singură pistă. Este operat de City of Greater Bendigo⁠(d).